# 6304 Йозефус Флавіус
6304 Йозефус Флавіус (6304 Josephus Flavius) — астероїд головного поясу, відкритий 2 квітня 1989 року.
Тіссеранів параметр щодо Юпітера — 3,621.